# Gowalla
Gowalla var en community som baserades på geografisk närhet hos dess användare. Inloggning kunde ske via speciella applikationer på Google Android, Iphone, Palm och Blackberry eller via den mobila webben: m.gowalla.com. Som "belöning" för inloggning kunde användarna erhålla vinster, oftast i form av promotionsmaterial från communityns samarbetspartners.
I mars 2010 hade tjänsten runt 150 000 aktiva användare. 
Gowalla vann mobilkategorin i South By Southwest Interactive Awards 2010.
Gowalla köptes av Facebook 2 december 2011, och tjänsten stängdes ner 10 mars 2012.
I mars 2023 återstartades Gowalla på samma adress och med ett liknande koncept.